# Segnale stocastico
In elettronica un segnale stocastico o casuale è un segnale per il quale non si può predire il suo valore istantaneo in modo esatto. Esso ha molteplici cause, ma è da dire che a rigore tutti i segnali in natura sarebbero intrinsecamente casuali, in quanto sono sempre associati a fluttuazioni microscopiche dei componenti della materia, come ad esempio il moto degli elettroni in un metallo. Quello degli elettroni è infatti il caso tipico di fluttuazione di segnali di corrente e/o tensione entro componenti elettrici quali resistori, diodi ecc. In molti casi però l'approssimazione di tali segnali a segnali determinati, a seconda del tipo di studio, è del tutto lecita.

## Descrizione
Trattare in senso aleatorio questi segnali è possibile utilizzando un approccio probabilistico: conoscendo le probabilità delle fluttuazioni dei segnali casuali, possiamo estrapolare informazioni essenziali ipotizzando che le fluttuazioni sono modeste rispetto a certi valori medi del segnale. La condizione necessaria per l'utilizzo della teoria probabilistica è che un segnale casuale può essere trattato come un insieme di sottosistemi che fluttuano più o meno indipendentemente gli uni con gli altri. 
Ancora più importante è che un segnale casuale può essere interpretato come rumore nel senso più stretto del termine. Questo nuovo evento ha svariate applicazioni, nel senso che esso può essere considerato in senso positivo qualora sia un processo di rivelazione di un particolare esperimento od osservazione e che quindi va trattato in modo esauriente in modo da poter estrarre informazioni utili alla descrizione dell'esperimento stesso.
In senso negativo, esso è presente in tutti i componenti elettronici e spesso disturba o in alcuni casi distrugge una osservazione sperimentale o un'applicazione tecnica di un elemento elettrico o elettronico. In questo caso il rumore è solo deleterio e va eliminato, così gli strumenti probabilistici servono solo a eliminare opportunamente il rumore.
La trattazione probabilistica prevede la conoscenza della Teoria della probabilità, e necessariamente anche la parte della probabilità che tratta variabili multiple, quindi le varie distribuzioni di probabilità.

### Processi casuali
La teoria delle variabili casuali non è sufficiente da sola a studiare esaustivamente i segnali casuali. In senso classico la teoria della probabilità studia eventi che non sono variabili nel tempo in quanto descrizione di fenomeni casuali variabili a loro volta nel tempo. Si chiama processo casuale o Processo stocastico un segnale X(t) variabile nel tempo prodotto da una qualsivoglia sorgente di segnale.
Ma da solo un processo casuale non ci permette di trarre informazioni. Infatti una singola osservazione, per quanto lunga, di un segnale casuale non fornisce informazioni. Inoltre la questione si complica quando anche potendo effettuare successive osservazioni di un fenomeno casuale, essendo casuale, non dà risposte analoghe, e bisogna anche tenere conto delle condizioni di ripetitibilità. Inoltre essendo in generale il processo casuale variabile nel tempo nessuno ci assicura che osservazioni successive siano correlate.
Bisogna dunque essere in grado di trattare un processo stocastico sulla base di grandezze e di variabili che abbiano nel loro insieme un carattere di "univocità" sotto il punto di vista probabilistico.